# タンクレーディ (バーリ公)
タンクレーディ・ダルタヴィッラ（イタリア語：Tancredi d'Altavilla, 1119年ごろ - 1138/40年3月16日）は、シチリア王ルッジェーロ2世とその最初の妃エルビラ・デ・カスティーリャの次男で、バーリ公およびターラント公（在位：1132年 - 1138年）。

## 生涯
タンクレーディは1132年にバーリ公グリモアルドの反乱により、代わってバーリ公とされた。この時タンクレーディは13歳もしくは14歳であった。成人後、タンクーレディは兄プーリア公ルッジェーロ3世および弟カプア公アルフォンスとともに半島における父王の代官となり、父王はほとんどシチリアにとどまっていた。
タンクレーディは1138年から1140年の間に若くして死去した。弟グリエルモがタンクレーディの領地と称号を引き継いだ。シチリアの詩人Abū l-Ḍawʾ作の哀歌『フランク人ルッジェーロの息子、シチリアの領主』は、登場するこの息子が軍人になったばかりの若い男性であることから、タンクレーディのことである可能性が高く、あるいは弟アルフォンスの可能性もある。